# Карроццини, Франческо
Франческо Карроццини (родился 9 сентября 1982 года) — итальянский режиссёр и фотограф, живущий в США. В 2016 году он дебютировал в качестве режиссёра полнометражного фильма на 73-м Венецианском международном кинофестивале с документальным фильмом «Франка: хаос и творение». В 2022 году его первый художественный фильм «Висящее солнце» закрыл 79-й Венецианский международный кинофестиваль. Он известен своей портретной фотографией и снимал музыкальные клипы для таких артистов, как Jay-Z, Лана Дель Рей, Бейонсе и Ленни Кравиц. Он также снимал рекламные ролики для таких брендов, как Apple и Fiat.

## Ранний период жизни
Карроццини родился в Монце, Италия. Сын Франки Соццани, бывшего главного редактора итальянского Vogue, он вырос в Милане. Он начал фотографировать и снимать короткометражные фильмы с друзьями в раннем подростковом возрасте. Летом 1999 года он переехал в Лос-Анджелес, чтобы изучать кино в Калифорнийском университете в Лос-Анджелесе.

## Карьера
Фильм
Первая работа Карроццини в кино пришла в возрасте 23 лет, когда он снял рекламу для 51-й Венецианской биеннале, заказанную рекламным агентством McCann Erickson. В следующем году он отправился в Польшу, чтобы снять документальный фильм о жизни и творческом процессе польского театра Wierszalin. Позже в том же году он сотрудничал с The New York Times над созданием проекта, который стал известен как «The New York Times Screen Tests», коллекция интимных видеоинтервью с деятелями индустрии развлечений, среди которых были Натали Портман, Шарлиз Терон и Марион Котийяр. Сериал получил номинацию в категории «Новые подходы — дневные развлечения» на 37-й ежегодной церемонии вручения премии Daytime Emmy Awards.
В 2008 году Карроццини снял короткометражный фильм «1937», психологический триллер, снятый в номере 822 печально известного отеля «Челси», который был показан в конкурсной программе Венецианского кинофестиваля.
В последующие годы он снимал рекламные ролики для таких клиентов, как Apple Music, Fiat 500 и Tommy Hilfiger. В 2009 году его промо Ray Ban «Color Goes Pop» получило номинацию на премию Young Director Award на Международном фестивале креативности Cannes Lions.
В 2013 году он начал снимать музыкальные клипы и сотрудничал с такими музыкантами, как Бейонсе, Jay-Z, Мэрилин Мэнсон и Ленни Кравиц.
В 2016 году Карроццини дебютировал со своим первым полнометражным фильмом, документальным фильмом, посвященным жизни и наследию его матери под названием "Франка: Хаос и творение ". Фильм, на создание которого у Карроццини ушло около шести лет, подчеркивает новаторские достижения карьеры Соццани в модном издательстве, а также исследует более личные отношения между матерью и ее сыном. Премьера фильма «Франка: Хаос и творение» состоялась 2 сентября 2016 года в категории «Cinema Nel Giardino» на 73-м Венецианском международном кинофестивале. Премьера фильма в Северной Америке состоялась в рамках Международного кинофестиваля в Хэмптоне 8 октября 2016 года, а также он был показан на фестивале AFI в Лос-Анджелесе. В марте 2017 года фильм был удостоен награды Nastro d’Argento, представленной Итальянским национальным синдикатом киножурналистов. Фильм был выпущен по всему миру через Netflix 1 октября 2017 года.
В 2021 году Карроццини снял свой первый художественный фильм « Висящее солнце», экранизацию романа «И прольётся кровь» (в англ. версии Midnight sun, 2015) Ю Несбё. В фильме снялись Чарльз Дэнс, Питер Маллан, Алессандро Борги и Джессика Браун Финдлей. Мировая премьера «Висячего солнца» состоялась в качестве фильма закрытия 79-го Венецианского международного кинофестиваля 10 сентября 2022 года
Карроццини также снял несколько эпизодов оригинального сериала Netflix «Суперсекс», основанного на жизни культовой порнозвезды Рокко Сиффреди, премьера которого состоялась на 74-м Берлинском кинофестивале, а в мировой прокат он вышел в марте 2024 года.
 Фотография 
Карроццини также известен своей портретной фотографией; он фотографировал самых разных современных икон поп-культуры, включая актеров Анджелину Джоли, Роберта Де Ниро, Кейт Бланшетт и Скарлетт Йоханссон; моделей Наоми Кэмпбелл, Хайди Клум, Линду Евангелисту, Миллу Йовович, Стефани Сеймур и Тайру Бэнкс; музыкантов Бейонсе, Лану Дель Рей, Стинга, Кита Ричардса, Канье Уэста и Ники Минаж, а также художников Джеффа Кунса, Ричарда Принса, Андреса Серрано, и Марину Абрамович.
Он также работал с несколькими политическими деятелями; среди них бывший президент Нигерии Гудлак Джонатан, бывший премьер-министр Великобритании Тони Блэр, бывший премьер-министр Пакистана Шаукат Азиз, бывший генеральный секретарь Организации Объединенных Наций Пан Ги Мун и бывший мэр Нью-Йорка Майкл Блумберг.
Фотографии Карроццини появлялись на обложках и страницах следующих изданий: Vanity Fair, The New Yorker, New York Magazine, W, Rolling Stone, L’Uomo Vogue, Vogue Italia и Pop, среди прочих. В список его рекламных клиентов входят Apple Inc., Estee Lauder, Biotherm, Sony Music, Mini Cooper, Roberto Cavalli, Ermenegildo Zegna, Salvatore Ferragamo, DKNY, Tommy Hilfiger, Levi’s, Baume & Mercier и Chopard.